# Inline-Alpin-Weltmeisterschaften
Die Inline-Alpin-Weltmeisterschaften (offiziell WIAC World Championships Inline Alpin) ist eine zwei Jahre austragende Weltmeisterschaft im Inline-Alpin-Sport, werden ausgerichtet vom World Inline Alpine Committee (WIAC) und Fédération Internationale de Roller Sports (FIRS).

## Geschichte
Die ersten Weltmeisterschaften wurden 2010 vom World Inline Alpine Committee als inoffizielle Slalomveranstaltung ausgetragen, ab 2012 kam der Riesenslalom, Parallelslalom, Teamwettbewerb und als zweiter Veranstalter der internationale Dachverband Fédération Internationale de Roller Sports hin zu. Außerdem werden die Weltmeisterschaften von den nationalen Verband und Verein veranstaltet. 2012 und 2014 kam der Riesenslalom und der Slalom in die Weltcup-Wertung.

## Austragungsorte
| Jahr | Austragungsort(e)          |
| ---- | -------------------------- |
| 2010 | Unterensingen              |
| 2012 | Cham                       |
| 2014 | Oberhundem                 |
| 2016 | Unterensingen / Villablino |
| 2018 | Saitama                    |
| 2019 | Barcelona                  |
| 2023 | Barcelona                  |
| 2024 | Chieti                     |

## Preise
Die drei Erstplatzierten werden mit Gold-, Silber- bzw. Bronzemedaille ausgezeichnet und die Viert- bis Zehntplatzierten erhalten Erinnerungsgeschenke.